# Josette Abondio
Œuvres principales
- Kouassi Koko...ma mère (1993)
- Le rêve de Kimi (1999)

Compléments
- 3e Présidente de l'Association des écrivains de Côte d’Ivoire

Josette Desclercs Abondio ou Josette Abondio, née en 1932, en Côte d'Ivoire, est enseignante, romancière et dramaturge ivoirienne. Professeure et formatrice en technique d'expression, elle est présidente de l'Association des écrivains de Côte d’Ivoire (AECI) de 1998 à 2000. En 2010, elle est éditorialiste de Scrib Spiritualité et publie des articles dans ce domaine. En 2014, elle anime une table ronde au Salon du livre de Paris. Elle est citée parmi la « nouvelle génération d’écrivains » qui, dans les années 1980, met en valeur la littérature ivoirienne.

## Biographie
Josette Desclercs Abondio est née en 1932 en Côte d'Ivoire,. Elle découvre la lecture et y prend goût dès son enfance. Titulaire d'un CAPES, elle opte pour une carrière d'écrivaine et prend plaisir à la vie en association.
Elle est Professeure de lettres au Lycée classique d'Abidjan puis à l'Institut Pédagogique National de l’Enseignement Technique et Professionnel (IPNET) d'Abidjan, et formatrice en technique d'expression.
Josette Abondio est la troisième présidente de l'Association des écrivains de Côte d’Ivoire (AECI) qu'elle dirige de 1998 à 2000,. Par ailleurs, passionnée d'arts martiaux, elle est ceinture noire de Karaté Shotokan.
En 2010, elle collabore avec Flore Hazoumé au magazine Scrib Spiritualité. En 2014, Josette Abondio anime une table ronde « Regards croisés des intellectuels sur la place de la culture dans le développement de la Côte d’Ivoire » au Salon du livre de Paris. En 2017, elle est citée parmi les « héritiers », la « nouvelle génération d’écrivains » qui dans les années 1980 met en valeur la littérature ivoirienne.
En plus des romans, elle embrasse aussi le milieu du théâtre et réside à Abidjan depuis 2013. A côté de cet univers des lettres, Josette Abondio a aussi un regard tourné vers le domaine spirituel. L'écrivaine, est éditorialiste de Scrib Spiritualité et publie également des articles dans des scribs magazines.
La rédaction de Farafina culture définit Le jardin d'Adalou comme « un réquisitoire véhément contre les guerres qui embrunissent et plombent l’avenir de l’Afrique. C’est aussi un chant qui entonne les salves du féminisme. ». Etty Macaire, dans 100 % culture décrit l'évolution du roman d'un climat morbide et macabre vers l'espoir (l'héroïne se nomme Esperanza) et conclut que « l’originalité de ce roman réside dans le fait que sans raconter la guerre, [Josette Abondio] réussit tout de même à étaler au grand jour sa laideur. ».

## Œuvres

### Roman et roman jeunesse
- Kouassi Koko ... ma mère : roman, Abidjan, Edilis, coll. « Iroko », 1993, 188 p. (ISBN 9782909238074 et 2909238075, OCLC 470140425, lire en ligne)[13].
- Le Rêve de Kimi (ill. Les studios Zohoré), NEI, 1999, 32 p. (ISBN 9782844870230, 9782910088149 et 2844870236, lire en ligne)
- Le jardin d'Adalou (En lice pour le prix Ivoire 2013), Abidjan, Les Classiques Ivoiriens, 2012, 310 p. (ISBN 9791090625136, OCLC 1048743220, lire en ligne)[14]
- Le royaume du cœur, Abidjan, Les Classiques ivoiriens, 2013 (OCLC 1153578451, lire en ligne)

### Théâtre
- Ma Tignan, avec Josette Abondio-Desclercs, 1995[15];
- La Dernière ruse de compère araignée , Abidjan, Les Classiques ivoiriens, 2013 (ISBN 9791090625242, OCLC 893812025, lire en ligne)[16].